# Braúna
Braúna is een gemeente in de Braziliaanse deelstaat São Paulo. De gemeente telt 5.043 inwoners (schatting 2009).